# Tanya (Likkutei Amarim)
Pour les articles homonymes, voir Tanya.

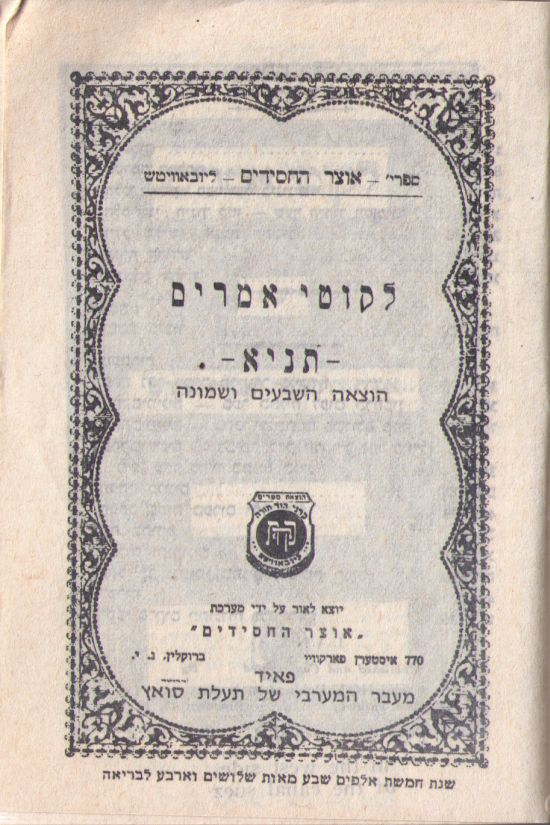
Copie du Tanya éditée à Faid en 1974

Le Likkoutei Amarim (hébreu : ליקוטי אמרים « recueil de déclarations »), plus connu sous le nom de Tanya (araméen : תניא « il a été enseigné ») est l’une des premières œuvres de Shneur Zalman de Liadi, fondateur de la Dynastie hassidique Habad-Loubavitch,composée de sept générations,et éléve du Baal chem Tov,fondateur de la 'hassidout.
Publié pour la première fois en 1797, il définit l’essence de la doctrine et de la théologie du hassidisme Haba"d, sous forme d’un manuel pour la vie spirituelle et la pratique quotidienne. La vaste bibliothèque de l'école Haba"d, rédigée par les successeurs de Shneur Zalman, se fonde sur son approche.
Il contient cinq sections:
- Sefer Chel Beinonime:
- Cha'ar Hayi'houd VeHaemouna:
- Igueret Hatechouva:
- Igueret Hakodesh:
- Kountress A'haron[1]: